# Green Dam Youth Escort
Green Dam Youth Escort (chinois simplifié : 绿坝·花季护航 ; pinyin : Lǜbà·Huājì Hùháng) est un logiciel de filtrage d'Internet pour Microsoft Windows développé en république populaire de Chine (RPC). Il vise officiellement à restreindre la pornographie en ligne, et peut être utilisé à des fins de surveillance et de censure électronique.
À la suite d'une directive du ministère de l'Industrie et des Technologies de l'information de la Chine, à partir du 1er juillet 2009, il devait être obligatoirement pré-installé ou accompagner sous forme de disque compact tout ordinateur personnel vendu en Chine continentale, y compris ceux importés. Par la suite, l'obligation est levée,. Les utilisateurs finaux toutefois ne sont pas obligés de lancer le logiciel.
Le 30 juin 2009, la pré-installation obligatoire de Green Dam sur les nouveaux ordinateurs est reportée à une date indéterminée. Toutefois, les branches asiatiques de Sony, Acer, Asus BenQ et Lenovo expédient le logiciel comme demandé à l'origine.
Le 14 août 2009, Li Yizhong, ministre de l'Industrie et des Technologies de l'information, annonce que les fabricants et revendeurs d'ordinateurs ne sont plus obligés d'envoyer le logiciel avec les nouveaux ordinateurs destinés aux usages privé et professionnel, mais que les écoles, cyber-cafés et autres ordinateurs à usage public doivent toujours utiliser ce logiciel.
Privé de fonds étatiques à partir de 2009, les affaires sur ce logiciel sont sur le point de s'effondrer en juillet 2010. Selon le Beijing Times, l'équipe du projet de Beijing Dazhang, une des deux compagnies responsables du développement et du support du logiciel, a été dissoute et ses bureaux fermés. Également en proie à des difficultés financières, l'équipe de Zhengzhou Jinhui, l'autre compagnie, est sur le point de souffrir du même sort à tout moment. Les 20 millions d'utilisateurs risquent donc de perdre le support technique et le service clientèle lorsque le projet cessera.

## Fonctions
Destiné pour fonctionner sous les systèmes d'exploitation Microsoft Windows, le logiciel est développé par Zhengzhou Jinhui Computer System Engineering Ltd. (郑州金惠计算机系统工程有限公司 – Jinhui) avec la collaboration de Beijing Dazheng Human Language Technology Academy Ltd. (北京大正语言知识处理科技有限公司 -Dazheng). Le logiciel, commandé par le ministère de l'Industrie et des Technologies de l'information après un appel d'offres, vaut 41,7 millions de yuans en mai 2008. Officiellement, il sert à restreindre la pornographie en ligne. Toutefois, il peut être utilisé à des fins de surveillance et censure électronique en plus de son but premier,. Green Dam Younth Escort télécharge automatiquement les dernières mises à jour de la liste des sites interdits à partir d'une base de données en ligne et collecte également des données sur les usages des utilisateurs. Bryan Zhang, le fondateur de Jinhui, déclare que les utilisateurs ne sont pas autorisés à voir la liste mais ils ont la possibilité de débloquer des sites et de désinstaller le logiciel. Des termes de recherches peuvent également être bloqués à la discrétion du propriétaire.

## Portée
Une note émise par le ministère de l'Industrie et des Technologies de l'information le 19 mai stipule qu'à partir du 1er juillet 2009, les fabricants doivent expédier les machines destinées au marché chinois avec le logiciel pré-installé ou avec un disque d'installation. Les fabricants doivent aussi reporter au gouvernement le numéro des machines envoyées avec le logiciel,.
« Avis concernant les conditions nécessaires à la pré-installation du logiciel de filtrage sur les ordinateurs
Afin de « construire un environnement en ligne vert, sain et harmonieux, et pour éviter les effets et l'empoisonnement des jeunes esprits des informations nuisibles » sur l'internet, le ministère de l'Industrie et des Technologies de l'information, le Bureau de la civilisation du Comité central du Parti communiste chinois et le ministère de la Finance, en accord avec les lois en vigueur, ont utilisé le capital financier du PCC pour acheter pour un an les droits exclusifs d'utiliser le logiciel de filtrage de l'internet "Green Dam Youth Escort" avec les services associés afin que l'ensemble de la société puisse l'utiliser gratuitement. Après des tests complets et un usage pilote, le logiciel s'est montré efficace pour filtrer les contenus nuisibles dans les textes et les images de l'internet et a d'ores et déjà satisfait les conditions pour une pré-installation par les fabricants d'ordinateurs|Ministère de l'Industrie et des Technologies de l'information
(traduit en anglais par Human Rights en Chine) »
Une note séparée sur le site du ministère contraint les écoles à installer le logiciel sur tous les ordinateurs de leur domaine avant la fin mai. Le ministère met sur la liste des candidats sélectionnés les produits de deux fournisseurs : Jinhui and Dazheng
Selon la directive, le but est de « construire un environnement en ligne sain et harmonieux qui n'empoisonne pas les esprits des jeunes gens ». Qin Gang, porte-parole du ministère des Affaires étrangères, déclare que le logiciel filtrera la pornographie ou la violence : « Le but de ceci est de gérer effectivement le matériel nuisible pour le public et de prévenir qu'il ne se propage ». Il ajoute que « le gouvernement chinois va de l'avant pour un développement sain de l'internet. Mais il gère légalement l'internet. »
En juin 2009, un média gouvernemental chinois annonce l'installation de Green Dam Youth Escort ne sera pas obligatoire mais un package optionnel.

## Essais
En 2008, sous les instructions des dirigeants politiques, le ministère de l'Industrie et des Technologies de l'information met en œuvre un projet de logiciel communautaire de filtrage de l'internet avec le support du Bureau central de civilisation et le ministère des Finances de la république populaire de Chine. Son but est de construire un « environnement vert et sain, pour protéger la saine croissance des jeunes gens. »
Des essais commencent à Zhengzhou, Nankin, Lanzhou et Xi'an en octobre 2008 après que le ministère négocie avec des fournisseurs de logiciels et 50 portails web pour fabriquer un logiciel accessible gratuitement au public. 2 000 installations sont effectuées. Les essais se déploient sur 10 autres villes, dont Chengdu, Shenyang, Harbin et Qingdao. Le ministère affirme en décembre 2008 que le logiciel a été téléchargé plus de 100 000 fois et 3 millions de fois à la fin mars 2009. Cinq leaders sur la vente d'ordinateurs en Chine continentale, Founder, Lenovo, Tongfang, Great Wall et HEDY participent également aux installations test,.

## Inquiétudes de censure
Le professeur Jonathan Zittrain, du Centre Berkman de Harvard affirme : « Une fois qu'un logiciel mandaté par un gouvernement est sur chaque machine, le logiciel a les clés du royaume... Alors que les justifications sont de façade la protection des enfants et la pornographie, une fois l'architecture mise en place elle peut être utilisée dans d'autres buts, comme filtrer des idées politiques. » Colin Maclay, un autre universitaire de Harvard academic, déclare que Green Dam crée des fichiers de log de toutes les pages que l'utilisateur a cherché à accéder. « Pour le moment ce n'est pas clair si ce rapport est renvoyé, mais il pourrait l'être. »
En réalité, le logiciel actuel contient environ 85 % de mots clé politiques et seulement 15 % de mots clés liés à la pornographie,.

## Réception et réponses

### Industrie informatique
L'organisation de défense de l'industrie informatique, la Computer and communications Industry Association (CCIA), déclare que le développement est « très regrettable. » Ed Black, président du CCIA, critique la manœuvre la définissant comme étant « clairement une escalade de tentatives de limiter l'accès et la liberté de l'internet, (...) avec des ramifications économiques et commerciales, mais également culturelles et sociales. » Black affirme que les Chinois tentent de « ne pas seulement contrôler l'accès de leurs propres citoyens à l'internet de forcer chacun à être complice et à participer à un certain niveau à la censure. »
La CCIA se déclare représenter les compagnies américaines de technologie dans un « front uni contre la censure » et appelle l'administration Obama à intervenir auprès de Pékin concernant l'obligation de pré-installation du logiciel sur tous les ordinateurs.
Le 8 jui, Microsoft déclare que des outils de contrôle parental appropriés sont une « importante considération sociétale. » Toutefois, « dans ce cas nous rejoignons les autres dans l'industrie et autour du monde pour que des problèmes importants tels que la liberté d'expression, la vie privée, la fiabilité et la sécurité du système doivent être abordés correctement,. »
Dans une démarche inhabituelle, un groupe international d'associations d'affaires exprime son inquiétude dans une lettre adressée au Premier ministre Wen Jiabao, exhortant le gouvernement a abandonner la directive Green Dam. La lettre est signée par 22 organisations, dont la Chambre de commerce des États-Unis, le Conseil des affaires américano-européennes, le Conseil de l'industrie des technologies de l'information et d'autres associations en Amérique du Nord, en Europe et au Japon.
A contrario, dans une démarche que le journal San Francisco Chronicle définit comme politiquement motivée pour nouer plus de liens avec la Chine, les fabricants taïwanais Acer, Asus, BenQ annonce qu'ils expédient déjà leurs produits avec Green Dam comme demandé à l'origine. Ils sont ensuite rejoints par Sony et Lenovo.

### Public
Des sondages en ligne menés par les principaux portails web chinois révèlent une faible acceptation du logiciel par les internautes. Sur Sina et NetEase, plus de 80 % des sondés affirment qu'ils n'utiliseront pas ou ne seront pas intéressés à utiliser le logiciel. Sur Tencent, plus de 70 % des participants qu'il n'est pas nécessaire que les nouveaux ordinateurs soient pré-équipés d'un logiciel de filtrage. Sur Sohu, plus de 70 % des sondés disent qu'un logiciel de filtrage n'empêchera pas effectivement les mineurs à accéder à des sites internet inappropriés. Un sondage commandé par Southern Metropolis Daily montre des résultats similaires.
Les internautes ont créé une anthropomorphisme moe de style manga nommé Green Dam Girl (chinois simplifié : 绿坝娘 ; chinois traditionnel : 綠壩娘 ; pinyin : lǜbàniáng; Japonais : Green Dam Musume (グリーンダム娘, Gurīn Damu Tan)), similaire aux OS-tans. Plusieurs versions existent, mais dans les principales représentations, elle est habillée en vert, porte un chapeau, tient un lapin (la mascotte de Green Dam) dans sa main et est armée d'un pinceau pour nettoyer les saletés de l'internet. Elle porte aussi souvent un brassard avec le mot Discipline dessus,.
Le 11 juin 2009, une équipe met à disposition un outil tiers permettant de désactiver le logiciel, modifier le mot de passe principal et effectuer un nettoyage post-installation (c'est-à-dire supprimer les fichiers, les entrées au registre laissés après la désinstallation classique),.

### Gouvernement et fabricants
Un article sur BBC News rapporte que les critiques sur ce nouveau logiciel peuvent être utilisées par le gouvernement pour améliorer le système existant de censure. Le directeur général de Jinhui, Zhang Chenmin, rejette cette accusation : « Il s'agit d'une activité purement commerciale, qui n'a rien à faire avec le gouvernement. »
Un article dans le Global Times du 10 juin répond à un rapport considérant le logiciel comme un spyware. Liu Zhengrong, député en chef du Bureau des affaires de l'internet du bureau d'information du Conseil d’État déclare : « Le logiciel est conçu pour filtrer la pornographie sur l'internet et il s'agit de son seul but. » Qin Gang dit que l'internet a toujours été ouvert en Chine et qu'il s'agit de la volonté du gouvernement de prévenir la propagation d'informations nuisibles en accord avec la loi. Le rapport mentionne que le ministère de l'Industrie et des Technologies a investi 41,7 millions de yuans (environ 6,1 millions de dollars) dans un logiciel et qu'il s'agit de la « dernière marche par le gouvernement pour réprimer l'accès des jeunes à la pornographie et aux contenus violents. » Zhang affirme que « notre logiciel n'est simplement pas capable d'espionner les utilisateurs de l'internet, il s'agit uniquement d'un filtre » et que le Wall Street Journal a « faussement déclaré que notre logiciel peut être utilisé comme spyware sa avoir une compréhension claire de notre produit. »
Le 10 juin, à la suite des importantes critiques émanant de l'internet sur le logiciel et la directive du ministère de l'Industrie et des Technologies de l'information, le département publicité du Comité central du Parti communiste chinois, l'agence responsable de la censure, émet une instruction à destination des principaux dirigeants demandant aux médias chinois de cesser de diffuser des opinions interrogatrices ou critiques. Les rapports sur la position officielle apparaissent par la suite par l'intermédiaire de l'agence de presse d’État, Xinhua, disant que « le soutien provient en grande partie des utilisateurs finaux et que les opinions contraires viennent d'une minorité de médias et d'entreprises, ». Les instructions sont également envoyées aux forums en ligne pour bloquer et supprimer rapidement « les discours offensifs formulés sur ce sujet. »
En réponse à l'inquiétude, la colère et la protestation publique générées par l'édit gouvernemental, Le Quotidien du peuple met en avant le cas de libre choix en affirmant : « le respect du libre arbitre est un indicateur important dans une société libre, les en priver est une grande transgression. » Le 15 juin, un fonctionnaire du département des logiciels de service du ministère de l'Industrie et des Technologies de l'information minimise l'aspect obligatoire du logiciel : « Les fabricants de PC ont seulement besoin de sauvegarder le programme d'installation du logiciel sur les disques durs des ordinateurs, ou de fournir des CD-ROMs contenant le programme. » Les utilisateurs auront le dernier mot sur l'installation ou non du logiciel, continue-t-il, « donc il est trompeur de dire que le gouvernement contraint les utilisateurs de PC à utiliser le logiciel... Le rôle du gouvernement se borne à développer le logiciel et à le distribuer gratuitement. »
D'autres articles critiques apparaissent ensuite à la fois dans le quotidien étatique Peaople's Daily et dans le relativement libéral China Youth Daily, dirigé par la Ligue de la jeunesse chinoise dont le président chinois Hu Jintao et actuellement membre et patron. Cela porte à croire que le soutien de la directive du ministère de l'Industrie et des Technologies de l'information divise le gouvernement chinois lui-même.
La veille de l'entrée en vigueur de la pré-installation obligatoire de Green Dam sur les nouveaux ordinateurs, celle-ci est retardée. Le ministère de l'Industrie et des Technologies de l'information déclare qu'il souhaite « continuer à solliciter des avis pour perfectionner le plan de pré-installation. »

### Gouvernement américain
Durant une réunion avec des officiels du MIT et le ministère du Commerce à propos de Green Dam, des diplomates américains en Chine publient une déclaration :
« Les États-Unis se soucient des actions qui cherchent à restreindre l'accès à l'internet tout comme aux restrictions sur la reconnaissance internationale au droit de la liberté d'expression. Le gouvernement des États-Unis est inquiet à propos de Green Dam à la fois pour les termes de son potentiel impact sur le commerce et pour les problèmes techniques sérieux qui se posent en utilisant le logiciel. Nous avons demandé aux Chinois d'engager un dialogue pour répondre à ces préoccupations.|Ambassade des États-Unis, Pékin, 22 juin 2009. »

## Anomalies et problèmes de logiciel

### Anomalies de fonctionnement

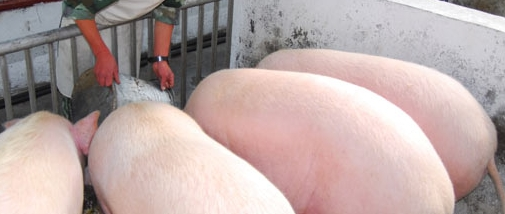
Green Dam Youth Escort reconnait les images pornographiques en analysant les régions de couleurs-peau, causant ainsi l'interdiction de cette image de cochons roses.

Jinhui affirme que Green Dam reconnaît les images pornographiques en analysant les régions de couleur-peau, le tout complété par une reconnaissance faciale. Toutefois, selon un article du Nanfang Zhoumo, le logiciel est incapable de reconnaître des images de nudité avec des personnes noires ou rouges de peau, mais est assez sensible pour les images avec une large proportion de jaune, censurant ainsi une image promotionnelle du film Garfield. L'article cite également un expert affirmant que la mauvaise reconnaissance du logiciel des contenus inappropriés dans des applications telles que Microsoft Word peut mener à la fermeture forcée de ces applications sans en informer l'utilisateur, et occasionner de ce fait une perte de données. Le 21 juin 2009, Ming Pao rapporte des tests montrant la censure d'images de dirigeants politiques affirmant que ces dernières sont pornographiques.
Le 11 juin 2009, un article de BBC News affirme que des fautes potentielles dans le logiciel pourraient mener à un important désastre. Le rapport inclut des commentaires d'Isaac Mao, qui affirme qu'il y a eu « une série de défauts dans le logiciel », dont les communications non cryptées entre le logiciel et les serveurs de l'entreprise, qui permet aux pirates informatiques d'accéder aux données privées des utilisateurs et de placer des scripts malicieux sur les machines du réseau. Le logiciel ne tourne que sur Microsoft Windows x86, donc les utilisateurs des systèmes d'exploitation Microsoft Windows x86-64, Mac OS X, GNU/Linux, etc. sont ignorés. Même sous Microsoft Windows, le logiciel peut interférer avec Internet Explorer et Google Chrome, mais est incompatible avec Mozilla Firefox.
Toujours le 11 juin 2009, un article de NetEase affirme que le mot de passe administrateur du logiciel peut facilement être détourné. Le logiciel stocke celui-ci crypté en MD5 dans un simple fichier texte déguisé en DLL (C:\Windows\System32\kwpwf.dll), donc le mot de passe peut arbitrairement être modifié en changeant le contenu du fichier. Certains internautes ridiculisent ainsi le logiciel en le définissant comme piratable par « des étudiants d'école primaire. »
Des chercheurs de l'université du Michigan découvrent que le désinstallateur « semble supprimer efficacement Green Dam de l'ordinateur. » Toutefois, d'autres sources affirment qu'une partie du logiciel (les exécutables lancés au démarrage) ne peuvent pas être supprimés par son propre programme de désinstallation.

### Vulnérabilités de sécurité
Le 11 juin 2009, Scott Wolchok, Randy Yao et J. Alex Halderman de l'université du Michigan publient une analyse de Green Dam Youth Escort. Ils découvrent plusieurs vulnérabilités de sécurité qui permet à des « sites malicieux de voler des données privées, envoyer des spams ou lister les ordinateurs » et aux « fabricants de logiciels d'installer un code malicieux au cours du processus de mise à jour. » Ils recommandent aux utilisateurs de désinstaller le logiciel immédiatement pour se protéger. Le directeur général de Jinhui, Zhang Chenmin attaque ce rapport comme étant une action irresponsable et une violation des droits d'auteurs de sa société. Il ajoute que Jinhui a reçu l'ordre de corriger les failles.
Le rapport Wolchok indique l'existence de vulnérabilités dans le système d'échange, qu'il attribue à des erreurs de programmation. Un échange de données peut avoir lieu lorsque le logiciel filtre une URL ou met à jour sa liste noire des fichiers à filtrer et peut corrompre l'exécution du programme voire potentiellement permettre l'exécution de code malicieux. De plus, la fonctionnalité de mise à jour automatique des filtres est une porte ouverte pour le contrôle à distance de l'ordinateur par les développeurs du logiciel et potentiellement des tierces personnes qui usurperaient l'identité du serveur de mise à jour, puisque les mises à jour transitent via un protocole HTTP non crypté.
Le rapport inclut une page exemple qui exploite la vulnérabilité d'échange de données pour faire planter le logiciel. Le 12 juin 2009, une exploitation de cette faille de sécurité pour déployer un code informatique est publiée sur le site internet milw0rm.com. Son auteur affirme qu'il est possible de contourner le mécanismes de protection de Windows Vista.

### Plagiat et violation de licence
En plus de vulnérabilité de sécurité, Wolchok, Yao et Halderman découvrent également qu'un certain nombre de fichiers de la liste noire utilisée par Green Dam youth Escort proviennent du programme de censure CyberSitter développé par Solid Oak Software. Le fichier de configuration décrypté des listes noires contient directement des URL de téléchargement du site de CyberSitter. Ils découvrent également dans le logiciel la présence d'un billet d'information publié par CyberSitter en 2004. Un message sur le site chinois Solidot publie des détails des fichiers ainsi récupérés et affirme que ces derniers ne sont plus d'actualité.
À la fois le rapport Wolchok et des analyses techniques révélées sur le site Wikileaks indiquent que le logiciel contient des librairies de code et un fichier de configuration de la librairie OpenCV, qui est sous licence BSD,. Le document de Wikileaks affirme que le logiciel viole la licence BSD.

### Procès américain
Selon le Wall Street Journal, Solid Oak, qu a été mis au courant de l'infraction, annonce l'envoi d'injonctions aux fabricants américains pour cesser d'envoyer leurs ordinateurs avec Green Dam. L'article contient également une réponse de Jinhui, qui dément avoir volé quoi que ce soit. L'avocat spécialisé dans l'internet Jonathan Zittrain affirme que si les ordinateurs sont uniquement vendus en Chine il ne s'agira pas d'une violation des droits d'auteurs américains et que le différend « devra être résolu par une Cour chinoise selon la loi chinoise. » Un représentant de Solid Oak déclare à BBC News  qu'il n'est pas sûr qu'une action en justice en vaille la chandelle, mais qu'il enregistrera une plainte auprès du groupe de travail de la cybercriminalité du FBI.
Hewlett-Packard et Dell ont reçu une ordonnance de cessation et d'abstention de Solid Oak.
En janvier 2010, CyberSitter réclame via un procès 2,2 milliards de dollars au gouvernement chinois et à Jinhui, affirmant que les développeurs de Green Dam Youth Escort ont volé plus de 5 000 lignes de code de CyberSitter.
En décembre 2010, une cour californienne rejette une demande d'abandon des poursuites. La requête est émise par Sony, Acer, BenQ et Asustek qui sont nommés dans une liste des accusés avec les fabricants chinois Lenovo et Haier,,,.

### Réaction de l'éditeur du logiciel
Selon un addenda du rapport Wolchok publié le 18 juin 2009, les concepteurs de Green Dam Youth Escort ont mis à jour silencieusement le logiciel le 13 juin, répondant au moins à la faille de sécurité présentée dans le rapport original. Malgré le correctif, le logiciel reste toutefois vulnérable à des attaques plus sophistiquées, comme démontré dans une nouvelle page d'attaque montrée en exemple dans le nouveau rapport, menant les auteurs à confirmer leur précédente recommandation de désinstaller le logiciel immédiatement.
Selon le même addenda, une mise à jour a été faite le 12 juin 2009 pour reconfigurer les fichiers des listes noires de filtrage, qui modifie une liste noire et désactive les autres. Toutefois, les fichiers pris de CyberSitter continuent d'être présents sur l'ordinateur, même après la mise à jour et sont toujours utilisés dans la version disponible sur le site internet de Jinhui. Une autre mise à jour est lancée le 17 juin 2009 pour inclure la licence BSD d'OpenCV dans le fichier d'aide du logiciel pour répondre au problème de violation de licence.

### Perte de financement
Le projet aurait été mort car le ministère refusa de continuer à le financer.
Le Beijing Times rapporte que l'éditeur Dazheng a fermé le bureau du projet Green Dam et plus de 30 ingénieurs ont été licenciés. Le codéveloppeur Jinhui serait prochainement en proie à des difficultés financières à cause du manque de fonds. Toutefois, Dazheng affirme qu'il a été obligé de réduire (et non pas arrêter) l'équipe Green Dam à cause de contraintes financières.
Le directeur général de Dazheng affirme que sa compagnie a reçu 19,9 millions de yuans la première année et n'a plus reçu de paiements depuis, alors que son engagement de fournir le support et les mises à jour a coûté 7 millions par an. Les critiques disent que le manque de transparence dans la perte de financement est un mauvais signal du ministère. D'autres commentateurs, notant l'absence de changement de politique de la part du gouvernement chinois sur la question de l'internet, affirment que l'abandon de facto du projet est l'aveu de l'erreur qu'il a constitué.